# Santa Maria Maggiore in San Vito
Santa Maria Maggiore in San Vito är en församling i Roms stift.
Till församlingen Santa Maria Maggiore in San Vito hör följande kyrkobyggnader:
- Santi Vito e Modesto
- Sant'Alfonso all'Esquilino
- Santa Prassede all'Esquilino
- Gesù Bambino all'Esquilino
- Sant'Antonio Abate all'Esquilino